# Estação Porte de Vanves
Porte de Vanves é uma estação da Linha 13 do Metrô de Paris, localizada no 14.º arrondissement de Paris.

## Localização
A estação de metrô está situada na rue Julia-Bartet.

## História
A estação foi aberta em 21 de janeiro de 1937, na época como terminal da linha 14. Em 9 de novembro de 1976 ela deixa de ser terminal e torna-se uma estação de passagem da nova grande linha 13, que foi estendida a Châtillon - Montrouge.
Em 2011, 4 715 395 passageiros entrantes foram contabilizados nesta estação. Ela viu entrar 4 464 578 passageiros em 2013, o que a coloca na 103ª posição das estações de metrô por sua frequência.

## Serviços aos passageiros

### Plataformas
Porte de Vanves é uma estação de configuração padrão: ela possui duas plataformas laterais separadas pelas vias do metrô e a abóbada é elíptica. A decoração é do estilo utilizado pela maioria das estações de metrô: as telhas em cerâmica brancas biseladas recobrem os pés-direitos, a abóbada e o tímpano. Os quadros publicitários são em faiança da cor de mel e o nome da estação também é em faiança no estilo da CMP original. Por outro lado, a faixa de iluminação é uma faixa-tubo. Ela faz assim parte das três únicas estações a possuir uma tal faixa com a decoração CMP (em companhia de Porte d'Ivry e de Porte des Lilas 3 bis). Os assentos são do estilo "Motte" de cor vermelha. A estação também se distingue pela parte baixa de seus pés-direitos que é vertical e não elíptica.

### Intermodalidade

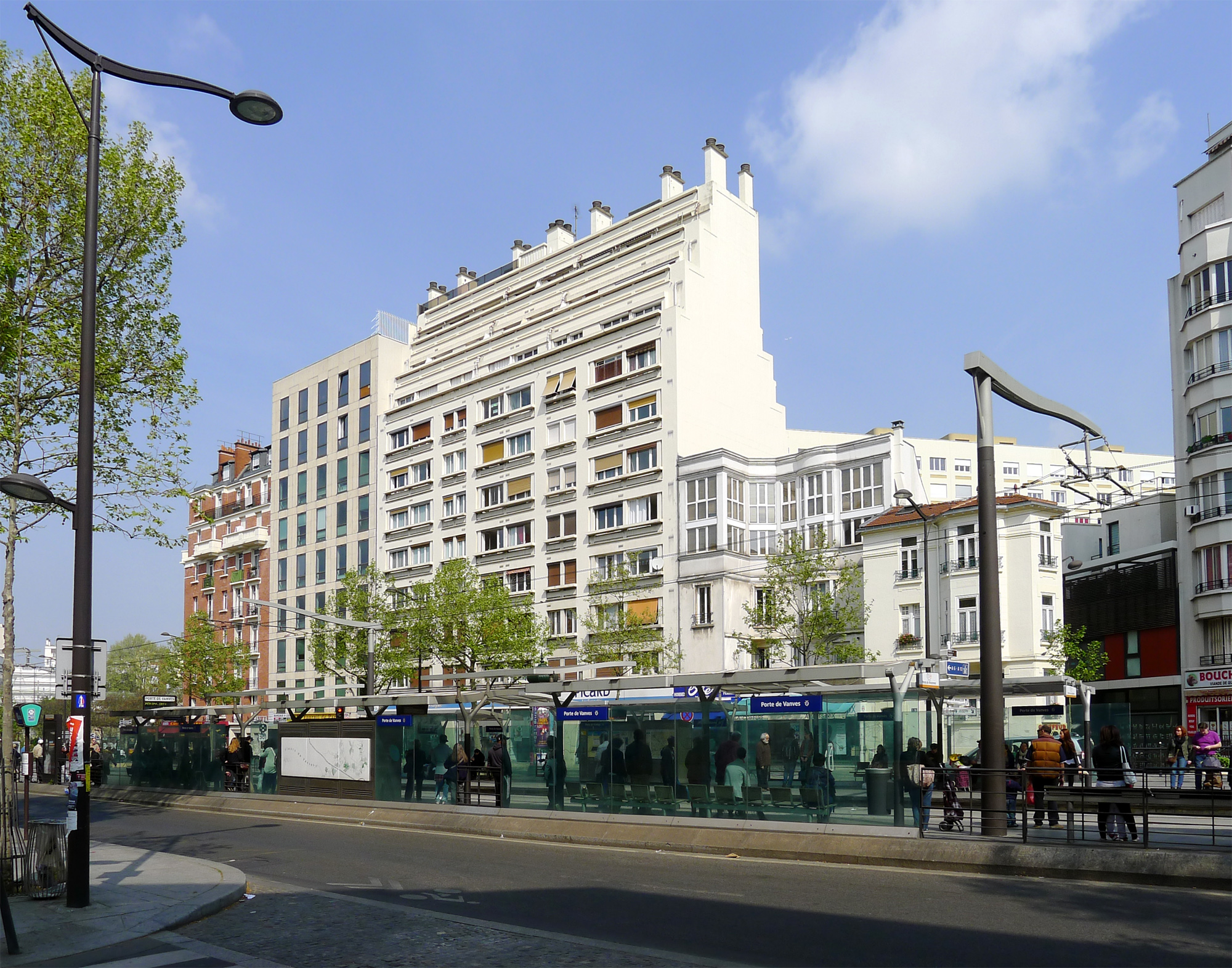
Estação Porte de Vanves da linha T3a

A estação é servida pela linha de tramway T3a bem como pelas linhas de ônibus 58, 95 e 191 da rede de ônibus RATP e, à noite, pela linha N63 da rede de ônibus Noctilien.